# Cecil (Georgia)
Cecil es un pueblo ubicado en el condado de Cook en el estado estadounidense de Georgia. En el censo de 2000, su población era de 265.

## Demografía
En el 2000 la renta per cápita promedia del hogar era de $20,469, y el ingreso promedio para una familia era de $24,500. El ingreso per cápita para la localidad era de $12,490. Los hombres tenían un ingreso per cápita de $36,250 contra $17,143 para las mujeres.

## Geografía
Cecil se encuentra ubicado en las coordenadas 31°2′50″N 83°23′36″O / 31.04722, -83.39333 (31.047092, -83.393416).
Según la Oficina del Censo, la localidad tiene un área total de 2,2 km² (0,8 mi²), de la cual 2,2 km² (0,8 mi²) es tierra y 0 km² (0 mi²) (0.00%) es agua.